# غارة جوية على مدرسة خديجة
وقعت الغارة الجوية على مدرسة خديجة التي شنتها قوات الاحتلال الإسرائيلية في 26 يوليو 2024 أثناء حرب غزة في المنطقة الوسطى من غزة، وتحديدًا في دير البلح. وأسفرت الغارة الجوية عن مقتل ما لا يقل عن 30 شخصًا، من بينهم سبعة قاصرين. وأعلنت وزارة الصحة في قطاع غزة التي تديرها حركة حماس عن مقتل 100 شخص إضافي. تم نقل الضحايا الذين لجأوا إلى المدرسة إلى مستشفى شهداء الأقصى لتلقي العلاج الطبي.

## خلفية
أصاب الهجوم مدرسة خديجة التي كانت بمثابة ملجأ للنازحين وكانت تعمل أيضًا كمستشفى ميداني.

## هجوم
وأعلن جيش الاحتلال الإسرائيلي أنه كان يستهدف مركز قيادة لحماس، يزعم أنه يقع داخل المدرسة. وأضاف الجيش أن المجمع كان يستخدم للتخطيط لهجمات ضد القوات الإسرائيلية ولإنتاج وتخزين الأسلحة. وقد رفضت حماس هذه الإدعاءات.

## العواقب
وشملت عواقب الضربة تدمير الفصول الدراسية، واضطر الأفراد إلى البحث وسط الحطام لتحديد مكان الضحايا وجمع الرفات. وأفاد عمال الدفاع المدني أن المدرسة، التي تضم أيضًا موقعًا طبيًا، كانت توفر المأوى لأكثر من 4000 شخص.

## ردود الفعل
- أعرب مسؤول السياسة الخارجية بالاتحاد الأوروبي جوزيب بوريل عن استنكاره للضربة، وأكد على ضرورة وقف إطلاق النار.[10]
- وأدانت حماس الغارات الجوية ووصفتها بأنها جزء من "خطة إبادة جماعية" ضد الشعب الفلسطيني. ودعت إلى تدخل دولي لوقف ما وصفته بحملة عنف ممنهجة ضد الفلسطينيين.[12][13]
- وأدان البرلمان العربي بشدة الغارة الجوية ووصفها بأنها "مجزرة شنيعة" و"انتهاك صارخ للقانون الدولي". وانتقدوا صمت المجتمع الدولي، ودعوا إلى التحرك الفوري لمحاسبة إسرائيل على أفعالها. وحث البرلمان العربي البرلمانات الدولية والإقليمية والأوروبية على الضغط على حكوماتها لاتخاذ موقف ضد هذه الجرائم.[14]
- وأدان رئيس الوزراء الإيرلندي سيمون هاريس الغارة الجوية ووصفها بأنها "غير إنسانية وحقيرة". وأكد أن استهداف منطقة يسكنها عائلات نازحة أمر غير مقبول، ودعا إلى وقف فوري لإطلاق النار. كما سلط هاريس الضوء على الاستخدام غير المتناسب للقوة من جانب إسرائيل والحاجة الملحة إلى توفير وصول إنساني غير مقيد إلى غزة.[15]
- أعربت الحكومة الإيرانية عن استنكارها الشديد للهجوم وأكدت على الحاجة الملحة للتدخل الدولي لوقف العنف المستمر.[16]
- استنكرت سورية المجازر اليومية التي يرتكبها الاحتلال الإسرائيلي بحق الشعب الفلسطيني. وسلطت الحكومة السورية الضوء على المعاناة المستمرة للفلسطينيين ودعت إلى اتخاذ إجراءات دولية فورية لحماية المدنيين.[17]
- دعت منظمة أكشن إيد إلى إنهاء الأعمال العدائية على الفور وحثت جميع الحكومات على الوفاء بالتزاماتها بموجب القانون الدولي لضمان سلامة وأمن جميع المدنيين.[18]
- أصدرت منظمة الإغاثة الإسلامية بيانًا قالت فيه: "نحن نشعر بالفزع إزاء مذبحة مميتة أخرى في مدرسة".[19]